# 塔曼娜·巴提亞
塔曼娜·巴提亞（英語：Tamannaah Bhatia，1989年12月21日—）是一位印度女演员，主要在泰卢固语、泰米尔语和印地语电影中工作。她拍摄了超过 75 部影片，获得了无数荣誉，包括“Kalaimamani”和“SIIMA Awards”，以及八项“Filmfare Awards South”提名和一项“Saturn Awards”提名。

## 早年生活
塔曼娜於1989年12月21日出生於印度 马哈拉施特拉邦的孟买。她的父母是桑托什·巴蒂亚 (Santosh Bhatia) 和拉吉尼·巴蒂亚 (Rajni Bhatia)。她有一个哥哥，名叫阿南德·巴蒂亚 (Anand Bhatia)。她具有信德印度教血统，在孟买的马内基库珀教育信托学校上学。13岁开始学习表演，并加入普里特维剧院一年，参与舞台表演。

## 职业生涯
巴蒂亚凭借印地语电影《Chand Sa Roshan Chehra》（2005年）开始了她的演艺生涯。 随后，她凭借《Sree》（2005年）和《Kedi》（2006年）在泰卢固语电影和泰米尔语电影中首次亮相。 2007年，她主演了《Happy Days》和《Kalloori》，她的事业迈出了一大步。 她在两部电影中扮演的大学生角色都获得了好评。 这两部电影都取得了不错的票房成绩。 这一成功使她成为泰卢固语和泰米尔语电影的女主角。
她著名的泰卢固语电影包括《Konchem Ishtam Konchem Kashtam》(2009年)、《100% Love》(2011年)、《Oosaravelli》(2011年)、《Racha》(2012年)、《Tadakha》(2013年)、《Aagadu》(2014年)、《帝国战神：巴霍巴利王》 （2015年）、《Bengal Tiger》（2015年）、Oopiri（2016年）、《巴霍巴利王：磅礴终章》（2017年）、《F2: Fun and Frustration》（2019年）、《Sye Raa Narasimha Reddy》（2019年）和 《F3: Fun and Frustration》（2022年）。 她职业生涯中著名的泰米尔语电影包括《Ayan》（2009年）、《Paiyaa》（2010年）、《Sura》（2010年）、《Siruthai》（2011年）、《Veeram》（2014年）、《Dharma Durai》（2016年）、《Devi》（2016年）、《Sketch》（2018年）、《Kanne Kalaimaane》（2019年）、《Jailer》（2023年）和《Aranmanai 4》（2024年）。
此外，巴蒂亚还主演了多个流媒体项目，包括《11th Hour》（2021年）、《November Story》（2021年）、《Jee Karda》（2023年）和《Aakhri Sach》（2023年）。

## 其他作品
除了演艺事业外，巴蒂亚还涉足其他各个领域。 她在模特界拥有成功的职业生涯，特别是出现在“芬达”和“Chandrika Ayurvedic Soap”等知名品牌的电视广告中。 2015年3月，担任“Zee Telugu”品牌大使，同月推出自己的珠宝品牌“Wite & Gold”。 2016 年 1 月，她加入 “Beti Bachao Beti Padhao” 运动，以投身社会事业。她的文学之旅始于她的第一本书《Back To The Roots》，该书由“Penguin Random House India”于 2021 年 8 月发行。 巴蒂亚于2022年9月成为“Sugar Cosmetics”的股权合伙人。为了进一步扩大品牌形象，她于2023年1月加入“IIFL Finance”，并于同年7月加入“VLCC”。2023年10月，塔曼娜成为日本著名美容化妆品品牌資生堂的首任印度大使。

## 外部連結
- 塔曼娜·巴提亞在互联网电影资料库（IMDb）上的資料（英文）